# Цзюйюнгуань
Цзюйюнгуань або пояс Цзюйюн (кит.: 居庸关/居庸關,піньїнь: Jūyōng Guān) - ділянка Великого китайського муру, що розташована в районі Чанпін більш ніж 50 км від м.Пекіну. Є однією з трьох найбільших ділянок муру. Інші два: Цзяюйгуань та Шанхайгуань.
Складався з двох поясів: північного (пояс Нань) та південного (Бадалін)
Сучасний мур був побудований за династії Мін і в пізніші часи був удосконалений. Використовувався для захисту давньої столиці Китаю м.Пекін.